# Augusto Santos Silva
Pour les articles homonymes, voir Augusto Silva et Silva.
Augusto Ernesto Santos Silva, né à Porto le 20 août 1956, est un homme d'État portugais membre du Parti socialiste (PS). Il est président de l'Assemblée de la République du 29 mars 2022 au 26 mars 2024.

## Éléments personnels

### Formation et carrière universitaire
Titulaire d'une licence en histoire de la faculté de lettres de l'université de Porto, il obtient, en 1992, un doctorat en sociologie de l'Institut supérieur des sciences du travail et de l'entreprise. Il est par ailleurs professeur à l'université de Porto depuis 1981, étant ensuite titulaire d'une chaire.
Il est membre du conseil national de l'éducation entre 1996 et 1999 et représentant du Portugal pour le projet Education pour la citoyenneté démocratique du Conseil de l'Europe, de 1997 à 1999.

### Journaliste
Entre 1978 et 1986, il est rédacteur de la page « culture » du Jornal de Notícias, puis fut éditorialiste du journal Publico à deux reprises : tout d'abord de 1992 à 1999, puis de 2002 à 2005.

## Vie politique

### Secrétaire d'État et ministre de Guterres
Augusto Santos Silva a adhéré au Parti socialiste en 1989. Sa carrière démarre quand il est nommé secrétaire d'État à l'Administration éducative sous le second gouvernement d'Antonio Guterres, le 28 octobre 1999.
Lors du remaniement ministériel du 14 septembre 2000, il devient ministre de l'Education puis, le 3 juillet 2001, ministre de la Culture. Il est ensuite élu député à l'Assemblée de la République lors des élections législatives anticipées du 17 mars 2002 et devient alors coordinateur du groupe Socialiste dans les domaines de la culture, de la science et de l'enseignement. La même année, il est nommé directeur d'Action socialiste, l'organe officiel du parti.

### Le retour au pouvoir avec José Sócrates puis António Costa
À la suite de la victoire de sa formation aux élections législatives anticipées du 20 février 2005, il est nommé ministre des Affaires parlementaires dans le premier gouvernement dirigé par José Sócrates. Il est réélu député de Porto lors des élections législatives 27 septembre 2009. Le 26 octobre suivant, il devient ministre de la Défense nationale dans le second gouvernement Sócrates. Il est remplacé par José Pedro Aguiar-Branco le 21 juin 2011.
Le 26 novembre 2015, du fait du retour au pouvoir des socialistes, Augusto Santos Silva est désigné ministre des Affaires étrangères dans le premier gouvernement minoritaire d'António Costa. Il est reconduit quatre ans plus tard.
Le 29 mars 2022, il est élu président de l'Assemblée de la République portugaise. Il quitte ses fonctions à l'issue des élections législatives anticipées de 2024 durant lesquels il échoue à sa réelection.